# Montjardin
Montjardin – miejscowość i gmina we Francji, w regionie Oksytania, w departamencie Aude.
Według danych na rok 1990 gminę zamieszkiwało 115 osób, a gęstość zaludnienia wynosiła 8 osób/km² (wśród 1545 gmin Langwedocji-Roussillon Montjardin plasuje się na 787. miejscu pod względem liczby ludności, natomiast pod względem powierzchni na miejscu 553.).